# Bob Iller

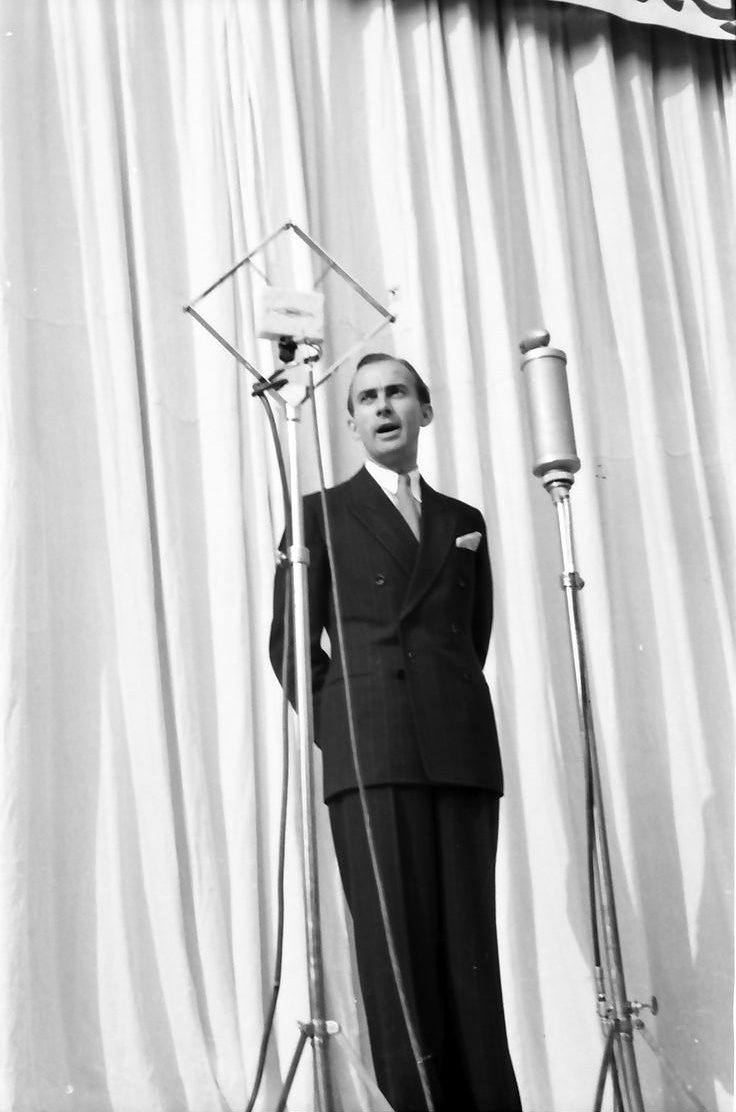
Bob Iller, 1942

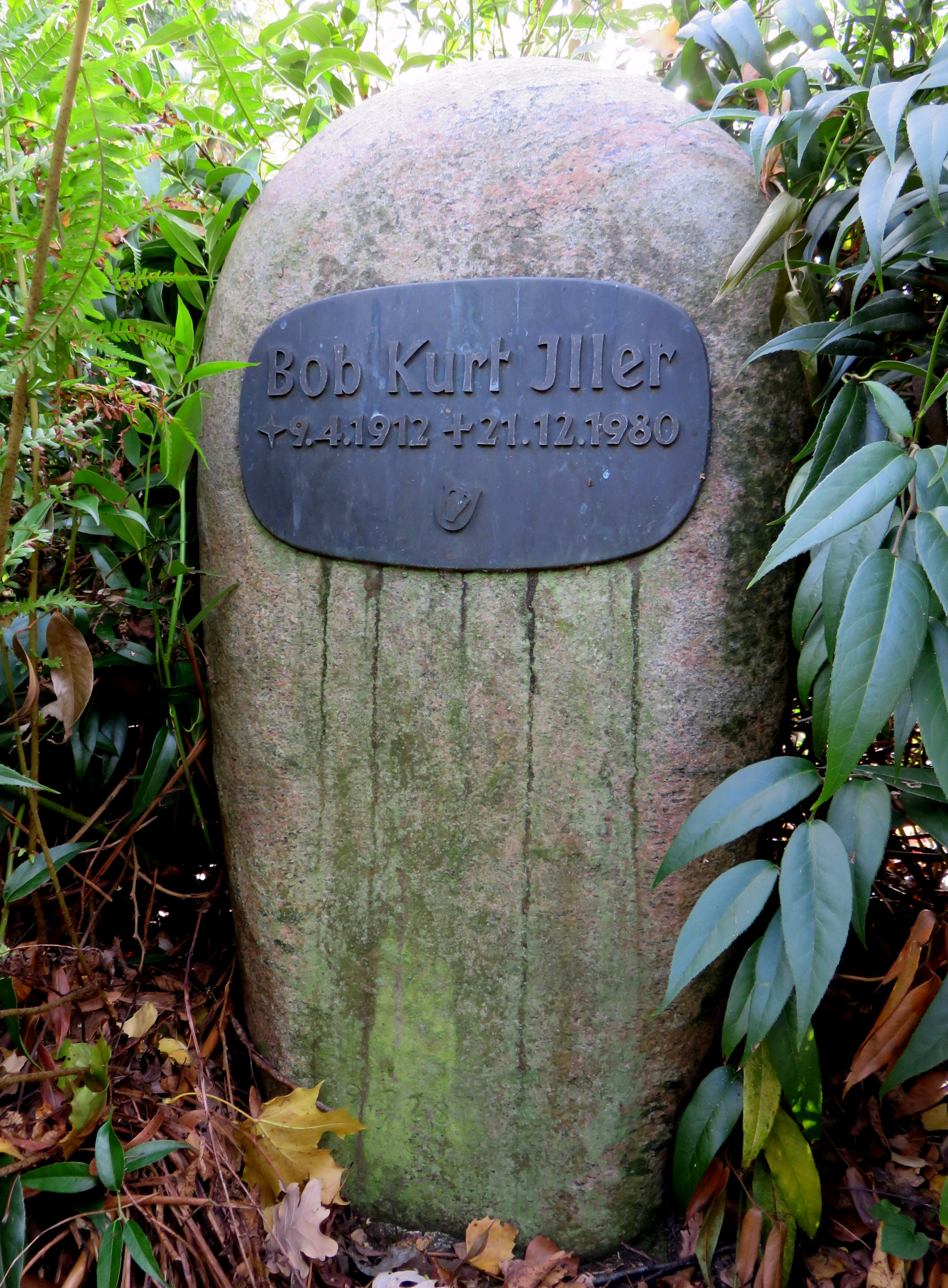
Grab „Bob Kurt Iller“, auf dem Friedhof Ohlsdorf

Bob Iller; eigentlich Kurt Bruno Gustav Iller (* 9. April 1912 in Fulda; † 21. Dezember 1980 in Hamburg; vereinzelt auch Kurt Iller oder Robert Iller) war ein deutscher Schauspieler, Conférencier, Sänger und Drehbuchautor.

## Leben
Bob Iller wurde als Sohn des Kunstmalers Gustav Iller und seiner Ehefrau Margareta geboren. Nach Besuch der Oberrealschule folgten Konservatorium und Bühnenschule. Im Anschluss daran war er an dem Kabarett der Komiker in Berlin als Conférencier tätig. Ab dem Jahr 1936 konnte man Bob Iller in verschiedenen Filmproduktionen der  UFA, Tobis und Terra als Darsteller sehen. Darunter befanden sich 1936 Ein seltsamer Gast von Gerhard Lamprecht mit Alfred Abel, Ilse Petri und Fritz Odemar und 1940 Stern von Rio von Karl Anton mit La Jana, Gustav Diessl und Fritz Kampers.
Ab den 1950er Jahren war Bob Iller neben Auftritten in Spielfilmen wie Peter schießt den Vogel ab von Géza von Cziffra mit Peter Alexander, Germaine Damar und Oskar Sima und in zwei Teilen von Herrin der Welt von Wilhelm Dieterle mit Martha Hyer, Carlos Thompson und Wolfgang Preiss auch als Drehbuchautor tätig. So schrieb er das Buch zu Hurra – die Firma hat ein Kind und für drei Folgen der Fernsehserie Die Tintenfische – Unterwasserdetektive greifen ein.
Zudem war er Ende der 1940er Jahre in der NWDR-Produktion von Heinz Erhardts 10–Pfennig–Oper als Tenor  zu hören. Den letzten Auftritt in einer Filmproduktion hatte Bob Iller 1975 in dem Sexfilm Die sündige Kleinstadt von Reiner Brönneke mit Helga Feddersen, Eva Pflug und Günter Lüdke.
Bob Iller wurde auf dem Ohlsdorfer Friedhof in Hamburg im Planquadrat T 19 südlich der Kapelle 2 beigesetzt. Er war Mitglied der Hamburger Freimaurerloge St. Georg zur grünenden Fichte.

## Filmografie (Auswahl)

### Schauspieler
- 1936: Die Ballmutter (Kurifilm)
- 1936: Die lange Grete (Kurzfilm)
- 1936: Ein seltsamer Gast
- 1937: Liebe geht seltsame Wege
- 1937: Die gelbe Flagge
- 1937: Bluff (Kurzfilm)
- 1937: Fremdenheim Filoda
- 1938: Monika – Eine Mutter kämpft um ihr Kind
- 1938: Mit versiegelter Order
- 1938: Andere Länder, andere Sitten (Kurzfilm)
- 1938: Kameraden auf See
- 1938: Frauen für Golden Hill
- 1938: Im Zeichen des Vertrauens. Ein Bayer–Film (Kurzfilm)
- 1939: Mann für Mann
- 1939: Die kluge Schwiegermutter
- 1939: Wie werd’ ich bloß die Perle los? (Kurzfilm)
- 1939: Kennwort Machin
- 1940: Weltrekord im Seitensprung
- 1940: Angelika
- 1940: Stern von Rio
- 1943/44: Eine kleine Sommermelodie (UA: 1982)
- 1949: Amico
- 1956: Hurra – die Firma hat ein Kind
- 1956: Zwischen Zeit und Ewigkeit
- 1958: Das Mädchen aus Hamburg (La fille de Hambourg)
- 1958: Grabenplatz 17
- 1959: Der Mann, der sich verkaufte
- 1959: Peter schiesst den Vogel ab
- 1959: Natürlich die Autofahrer
- 1960: Geheimakte M (Man on a String)
- 1960: Herrin der Welt (2 Teile)
- 1966: Die Tintenfische – Caesars Teller (Fernsehserie)
- 1967: St. Pauli zwischen Nacht und Morgen
- 1975: Die sündige Kleinstadt

### Drehbuch
- 1956: Hurra – die Firma hat ein Kind
- 1966: Die Tintenfische – Unterwasserdetektive greifen ein (3 Folgen)